# Patricia Allison

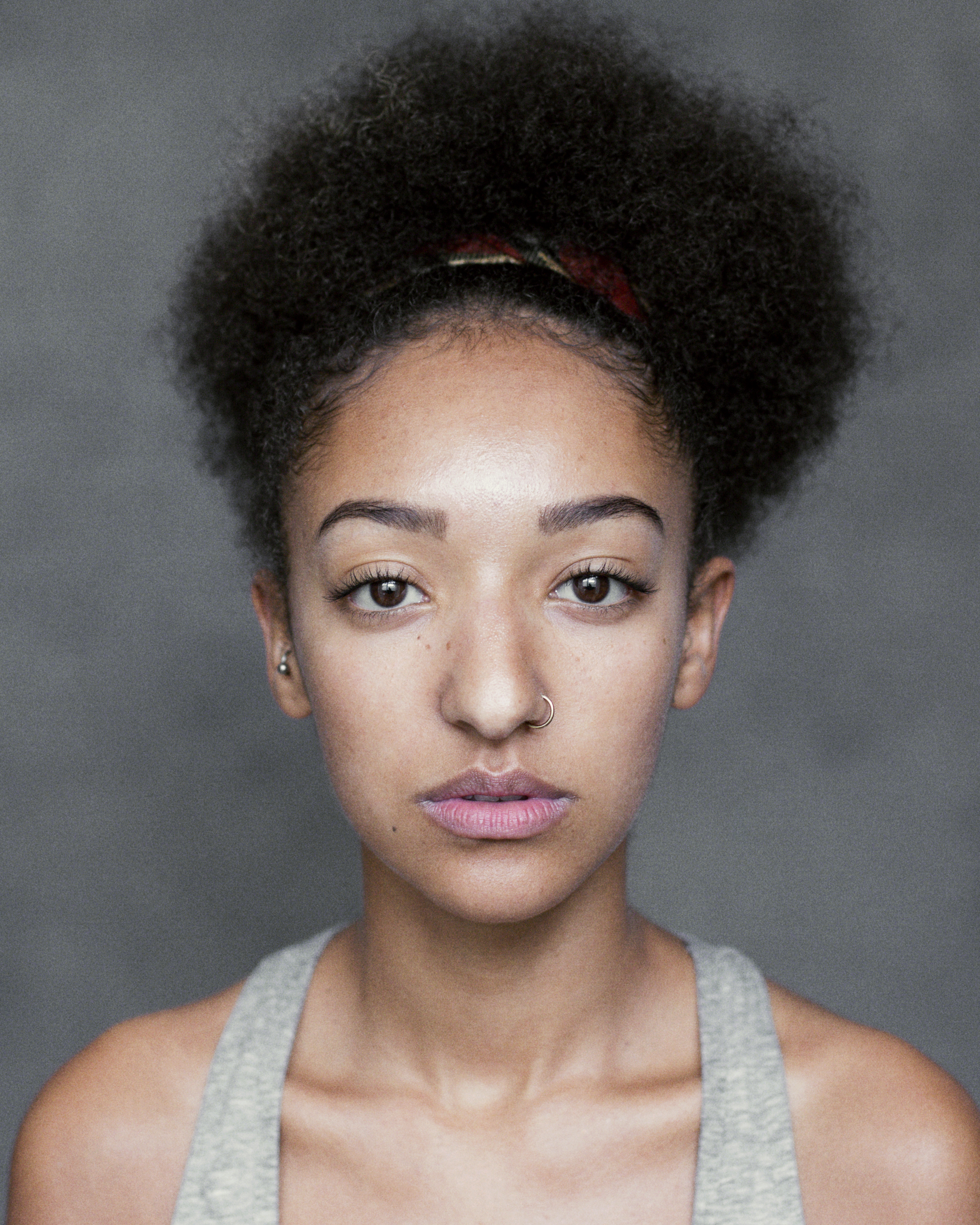
Allison em 2017

Patricia Allison (Inglaterra, 7 dezembro de 1994) é uma atriz inglesa, mais conhecida recentemente por interpretar Ola Nyman em uma série de comédia-dramática da Netflix Sex Education. Ainda mais, fez trabalhos em outras séries como Os Miseráveis e Moving On. Allison também possui uma carreira no teatro, tendo apresentado diversas peças em seu país.
1. ↑  «Patricia Allison (Actress) Wiki, Age, Height Weight, Net Worth & Parents Info |». Famousage (em inglês). 20 de janeiro de 2019. Consultado em 19 de fevereiro de 2019
2. ↑  «Patricia Allison » Eamonn Bedford Agency» (em inglês). Consultado em 19 de fevereiro de 2019